# ロビーナ

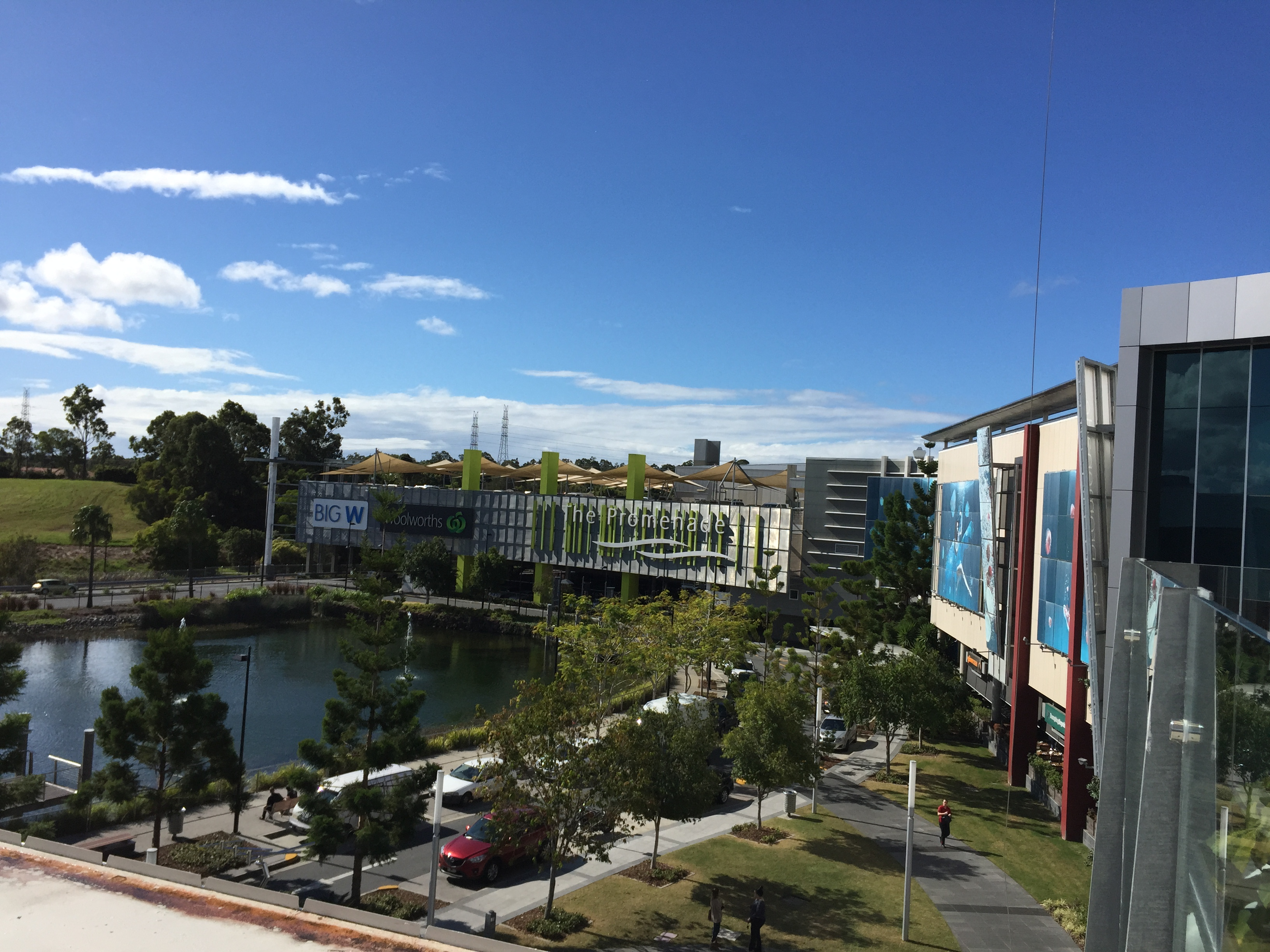
ロビーナタウンセンター

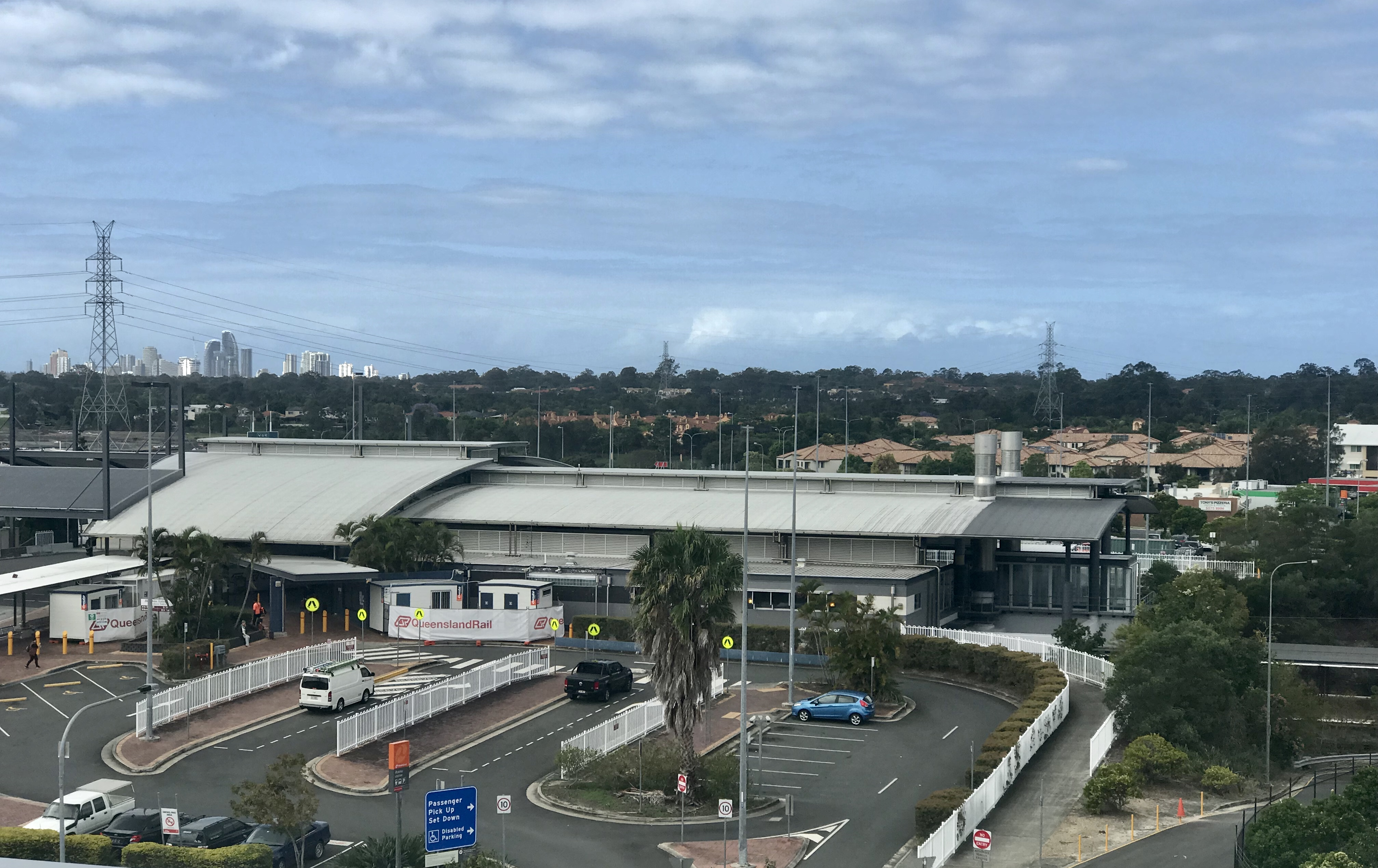
ロビーナ駅

ロビーナ（英語: Robina）はオーストラリア・クイーンズランド州のゴールドコーストにあるサバーブ。サーファーズ・パラダイスの南西9kmに位置している。ボンド大学の所在地。
大規模な都市計画に基づいて街造りが進められた郊外型の都市である。街の西部にゴールドコースト線の駅であるロビーナ駅があり、近くにロビーナタウンセンターという大型商業施が立地している。さらに、駅の近くにロビーナ・スタジアム（スキルド・パーク）が2008年に完成した。長方形のスタジアムで、ナショナル・ラグビー・リーグ (NRL) のゴールドコースト・タイタンズの本拠地として利用されている。2009年よりサッカーAリーグのゴールドコースト・ユナイテッドのホームスタジアムともなっている。
新興住宅地のため海外生まれの住民が多い。日本人の比率も比較的高い街である。2016年の統計によると上位5ヵ国は以下の様になる。
- ニュージーランド：8.1％
- イギリス：6.2％
- 中国：2.7％
- 南アフリカ：2.0％
- 日本：1.4％